# Silvano Bacicchi
Silvano Bacicchi (Monfalcone, 25 maggio 1923 – Monfalcone, 21 marzo 2015) è stato un politico e partigiano italiano.

## Biografia
Nasce in una famiglia operaia e, conclusi gli studi, viene assunto come apprendista meccanico nei cantieri navali dove l'intera famiglia lavorava. Il 26 maggio del 1943 viene chiamato alle armi. Di stanza a Livorno dopo l'armistizio abbandona la divisa e si unisce ai movimenti della Resistenza, col nome di "Callisto Donda". Inquadrato nelle Brigate Garibaldi combatte fino alla liberazione nel territorio sloveno.
Eletto segretario del PCI a Trieste, è un fervido sostenitore della nascita della regione Friuli-Venezia Giulia ed entra a far parte nel 1970 del primo Consiglio regionale. Eletto successivamente al Senato nella VI legislatura, viene confermato nelle due successive, rimanendo complessivamente in carica a Palazzo Madama dal 1972 al 1983.
Muore all'età di 91 anni nel marzo del 2015.